# Triphaenopsis largetaui
Triphaenopsis largetaui är en fjärilsart som beskrevs av Charles Oberthür 1881. Triphaenopsis largetaui ingår i släktet Triphaenopsis och familjen nattflyn. Inga underarter finns listade i Catalogue of Life.